# Burdż Hajdar
Burdż Hajdar (arab. برج حيدر) – wieś w Syrii, w muhafazie Aleppo. W 2004 roku liczyła 616 mieszkańców.